# Rambo: První krev

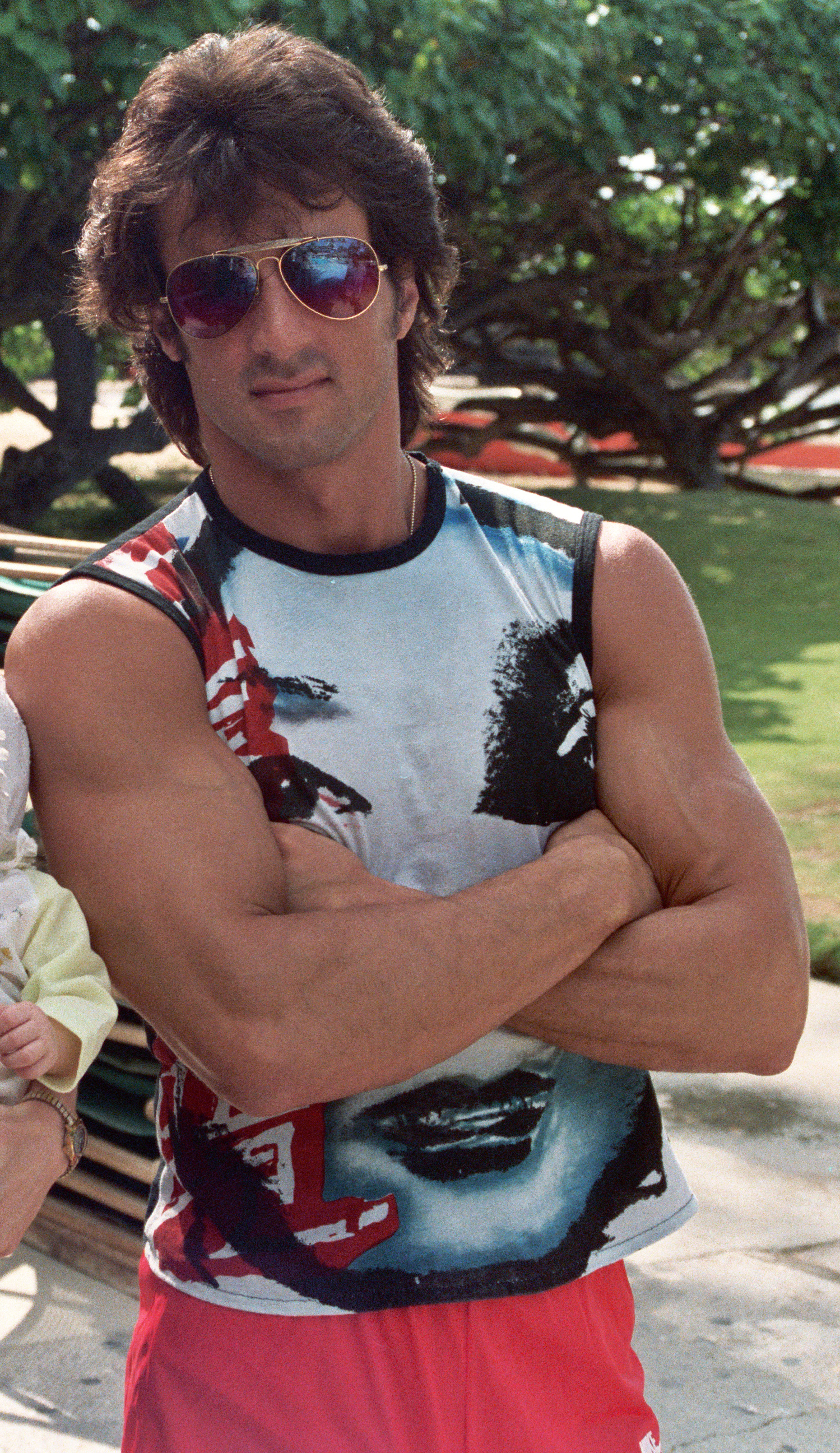
Představitel hlavní role, herec Sylvester Stallone.

Rambo (anglicky First Blood) je americký akční film, který roce 1982 natočil režisér Ted Kotcheff. Námětem byla kniha spisovatele Davida Morrela Rambo, anglicky First blood, ve filmu je ovšem zachována pouze dějová linie, například zemře více policistů. Závěr filmu je zcela odlišný od knižní předlohy.

## Děj
Veterán z Vietnamu John Rambo se potlouká po Americe a hledá svoje přátele z války. Avšak zjišťuje, že všichni již umřeli. Až v jednom z klidných městeček ho místní šerif Teasle vyveze za město jako nějakého vandráka. Když se John opětovně vrací do města, je šerifem převezen na policejní stanici, kde se k němu chovají tvrdším způsobem. To mu připomíná mučení, které prožil ve Vietnamu, což v něm vyvolává instinkt, který ho nutí, aby přežil a tak utíká ze stanice. Po honičce se policistům ztrácí v lese za městem. Ramba nejprve pronásleduje pouze šerif, který poté volá posily. Jeden z občanů města přivádí na žádost psy a současně vzlétá vrtulník s jedním ze šerifových zástupců. Rambo je pronásledován a zahnán ke skále, ze které začíná slézat. Přiletí vrtulník se šerifovým zástupcem, který po Rambovi začne střílet z pušky, ale vzhledem ke vzdušným vírům a neschopnosti pilota udržet vrtulník v klidu není Rambo zasažen. Poté, co se pilotovi podaří vrtulník ustálit, se Rambo vrhá ze skály. Dopadá do korun stromů, které utlumí jeho pád, přitom si způsobí tržnou ránu na nadloktí. Rambo poté hodí po vrtulníku kámen, pilot řízením škubne, policista vypadne a umírá. Rambo si bere pušku a vysílačku a utíká. Později na všechny policisty nastraží pasti (punji), nikdo však neumírá. Věc spadne do kompetence státní policie, která si volá na pomoc národní gardu. Na mobilní velitelství přilétá plukovník Trautman, Rambův bývalý velitel z Vietnamu, který s Rambem komunikuje vysílačkou. Kvůli tomu je Rambo policisty zaměřen a ráno se národní garda vydává k opuštěnému dolu, kde se skrývá. Po střelbě na příslušníky národní gardy nechá velitel do dolu vystřelit z raketometu, čímž je Rambo v dole uvězněn. Ačkoli je šerifem považován za mrtvého, Rambo z dolu utíká, ukradne národní gardě nákladní auto s nákladem M60. Poté pomocí auta vyhodí do vzduchu benzinovou stanici ve městě. Rambo vyzbrojen M60 chodí po městě a chce se dostat k šerifovi. Mezitím ničí trafostanice a způsobuje výpadky proudu. Poté se vloupá do obchodu se zbraněmi a střelivem a pomocí střelného prachu obchod vyhodí do vzduchu. Nakonec se dostává k policejní stanici, kde je šerif při přestřelce postřelen, ale plukovník Trautman Rambovi zabrání v jeho zabití. Rambo se po obklíčení vzdává a odchází s plukovníkem Trautmanem.

## Obsazení
| Sylvester Stallone | John Rambo    |
| Richard Crenna     | plk. Trautman |
| Brian Dennehy      | šerif Teasle  |
| David Caruso       | Mitch         |
| Jack Starrett      | Galt          |
| Michael Talbott    | Balford       |
| David Crowley      | Shingleton    |

## Filmová série o Rambovi
1. Rambo: První krev (1982)
2. Rambo II (1985)
3. Rambo III (1988)
4. Rambo: Do pekla a zpět (2008)
5. Rambo: Poslední krev (2019)

## Seriál
V srpnu 2013 se objevila informace o možném seriálovém zpracování příběhu Ramba. Zda skutečně dojde k realizaci, zatím není jasné.